# Alexander Jegorowitsch Wrangel
Alexander Jegorowitsch Freiherr von Wrangel (auch: Wrangell; russisch Александр Егорович Врангель; * 23. März 1833 auf dem Gut Verino bei Narva, Gouvernement Sankt Petersburg; † 25. September 1915 in Dresden) war ein russischer Jurist und Diplomat. Der Nachwelt ist Wrangel vor allem als enger persönlicher Freund von Fjodor Dostojewski ein Begriff geblieben.

## Herkunft
Alexander Wrangel, aus dem  deutschbaltischen Adelsgeschlecht Wrangel, war der älteste Sohn von Egor (Hans Georg Hermann) Ermolajewitsch Freiherr von Wrangel (1803–1868) und seiner Frau Daria (Dorothea) Alexandrowna, geb. Rausch von Traubenberg (1807–1851).

## Leben

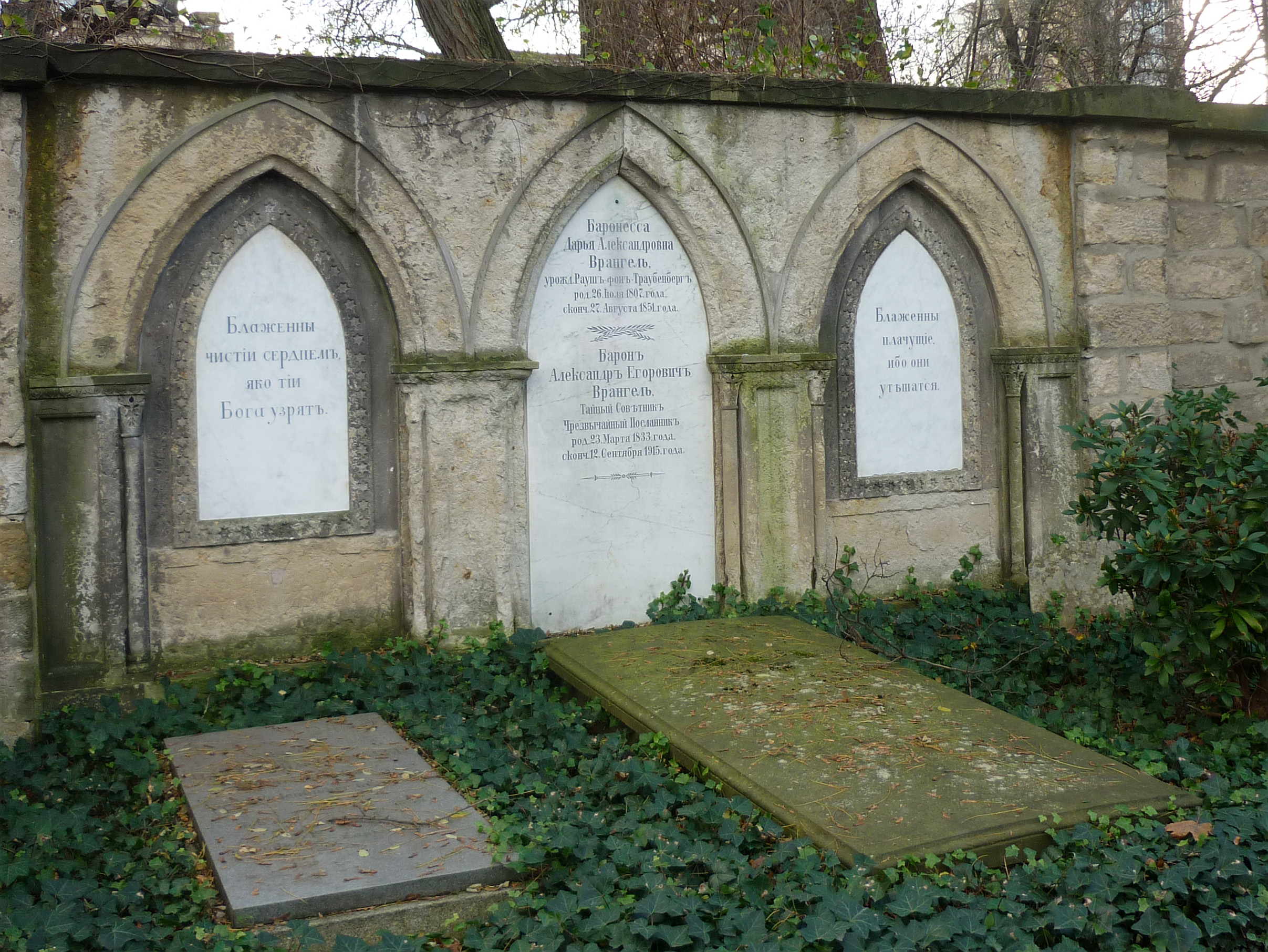
Grabstätte Wrangel auf dem Trinitatisfriedhof in Dresden

Er besuchte das Alexander-Kadettenkorps und erhielt dann Privatunterricht. 1847–1853 besuchte er das Petersburger Alexander-Lyzeum. 1853 trat er in den Staatsdienst ein und wurde nach Semipalatinsk (Sibirien) abkommandiert, wo er seit 1855 als Staatsanwalt arbeitete.
Im November 1854 begegnete Wrangel dem mehr als 11 Jahre älteren Dostojewski, der nach seiner Omsker Lagerhaft von 1854 bis 1859 in Semipalatinsk Militärdienst leisten musste. Wrangel bewunderte Dostojewskis Werk. Die beiden Männer schlossen Freundschaft. Dostojewski war von der Pflicht befreit, in der Kaserne zu wohnen, und teilte sich mit Wrangel eine am Ortsrand gelegene Datsche. Wrangel nutzte seine beruflichen Kontakte, um die Bedingungen, unter denen Dostojewski lebte, zu verbessern.
Im Frühjahr 1857 kehrte Wrangel nach Sankt Petersburg zurück und rechnete damit, bald erneut nach Sibirien geschickt zu werden, wurde jedoch entsandt, um als Sekretär des Kommandeurs eines Geschwaders der russischen Marine an einer Expedition teilzunehmen, die ihn von 1857 bis 1859 unter anderem nach China und Japan führte. Von 1859 an arbeitete er im Außenministerium. Als Sekretär des russischen Generalkonsuls ging Wrangel 1861 nach Bukarest. 1863 wurde er zum Kammerjunker ernannt und ging als Legationssekretär nach Kopenhagen, wo Dostojewski, mit dem er brieflich immer in Verbindung geblieben war, ihn 1865 besuchte.
Nach seiner Verabschiedung im Jahre 1866 betätigte Wrangel sich als Landwirt auf seinem Gut Ruda-Belki im Gouvernement Minsk. Von 1874 an unternahm er ausgedehnte Reisen nach Deutschland und Italien. 1876 trat er erneut in den Dienst des russischen Außenministeriums und ging für seinen Dienstherrn 1877 nach Montenegro und 1878 nach Herzegowina.
1879‒1897 war Wrangel russischer Generalkonsul in Danzig. 1882 wurde er zum Wirklichen Staatsrat und 1897 zum Wirklichen Geheimen Rat (Rang 2) ernannt. Im selben Jahr ging er als Ministerresident nach Dresden und Braunschweig und diente dort 1898–1907 als Gesandter.

## Familie
Wrangel war seit 1861 mit Anna Schaffhausen-Schönberg-Eck-Schaufuß (1839–1921) verheiratet. Aus der Ehe gingen vier Kinder hervor: Olga (* 1862), Georg (1863–1916), Katharina (1865–1867) und Nikolaus (1869–1927).
Sein Neffe Pjotr Nikolajewitsch Wrangel (1878–1928) war der letzte Oberbefehlshaber der Weißen Armee im Russischen Bürgerkrieg (1918–1922).